# Dorcadion grande
Dorcadion grande là một loài bọ cánh cứng trong họ Cerambycidae.